# Saléchan
Saléchan település Franciaországban, Hautes-Pyrénées megyében. Lakosainak száma 243 fő (2022. január 1.). Saléchan Sainte-Marie, Esténos, Fronsac, Ore, Siradan, Thèbe és Cierp-Gaud községekkel határos.

## Népesség
A település népessége az elmúlt években az alábbi módon változott:
| Lakosok száma | 214  | 261  | 269  | 272  | 263  | 254  | 245  | 243  | 243  |
|               | 2013 | 2015 | 2016 | 2017 | 2018 | 2019 | 2020 | 2021 | 2022 |